# مه (فیلم ۲۰۰۵)
مه (انگلیسی: The Fog) فیلمی ترسناک به کارگردانی روپرت وینرایت است که در سال ۲۰۰۵ منتشر شد. از بازیگران آن می‌توان به تام ولینگ، مگی گریس، سلما بلیر، کنت ولش و راده سربزیا اشاره کرد. این فیلم بازسازی فیلمی به همین نام ساخته جان کارپنتر محصول سال ۱۹۸۰ است و کارپنتر و دبرا هیل (نویسندگان فیلم اصلی) تهیه‌کنندگان آن بودند. این فیلم به‌طور گسترده‌ای یک بازسازی ناموفق از فیلم اصلی محسوب شد.